# Песос
Песос (ісп. Pesoz, галісійсько-астурійською Pezós) — муніципалітет в Іспанії, у складі автономної спільноти Астурія. Населення — 193 осіб (2009).
Муніципалітет розташований на відстані близько 410 км на північний захід від Мадрида, 85 км на захід від Ов'єдо.

## Демографія
Динаміка населення (INE ):

## Галерея зображень

Розташування муніципалітету